# Yevheniya Andrieyeva
Yevheniya Serhivna Andrieyeva (en ucraniano: Євгенія Сергіївна Андрєєва; Dnipropetrovsk, URSS, 16 de febrero de 1976) es una deportista ucraniana que compitió en remo.
Ganó una medalla de oro en el Campeonato Mundial de Remo de 1998, en la prueba de cuatro sin timonel. Participó en los Juegos Olímpicos de Sídney 2000, ocupando el octavo lugar en la prueba de dos sin timonel.

## Palmarés internacional
| Campeonato Mundial | Campeonato Mundial | Campeonato Mundial | Campeonato Mundial |
| Año                | Lugar              | Medalla            | Prueba             |
| ------------------ | ------------------ | ------------------ | ------------------ |
| 1998               | Colonia (Alemania) | Medalla de oro     | Cuatro sin timonel |